# Athenaria
Athenaria är en infraordning av nässeldjur som beskrevs av Oscar Henrik Carlgren 1899. Athenaria ingår i klassen koralldjur.